# Heliotropium linariifolium
Heliotropium linariifolium är en strävbladig växtart som beskrevs av Rodolfo Amando Philippi. Heliotropium linariifolium ingår i Heliotropsläktet som ingår i familjen strävbladiga växter. Inga underarter finns listade i Catalogue of Life.